# فرانك والدمان
فرانك والدمان (بالإنجليزية: Frank Waldman)‏ هو كاتب سيناريو أمريكي، ولد في 15 مارس 1919 في شيكاغو في الولايات المتحدة، وتوفي في 5 سبتمبر 1990 في لوس أنجلوس في الولايات المتحدة.

## وصلات خارجية
- فرانك والدمان على موقع IMDb (الإنجليزية)
- فرانك والدمان على موقع ألو سيني (الفرنسية)
- فرانك والدمان على موقع أول موفي (الإنجليزية)
- فرانك والدمان على موقع قاعدة بيانات الأفلام السويدية (السويدية)
- فرانك والدمان على موقع قاعدة بيانات الفيلم (الإنجليزية)
- فرانك والدمان على موقع كينوبويسك (الروسية)